# 마사코 황후
마사코 황후(일본어: 雅子皇后, 1963년 12월 9일 ~ )는 일본의 현 천황 나루히토의 황후로 결혼 전의 이름은 오와다 마사코(일본어: 小和田雅子)이다. 1993년 나루히토와 결혼하여 일본 황실의 일원이 되었다. 자녀는 도시노미야 아이코 한 명이다. 일본 적십자사의 명예총재이다. 그녀의 황실 도장의 문양은 해당화이다. 나루히토가 2019년 5월 1일 일본 제126대 천황으로 즉위하여 마사코 황태자비는 일본 제126대 황후로 즉위하였다.

## 생애
1963년, 외교관 (현 국제사법재판소 재판관) 오와다 히사시(일본어: 小和田恆)의 장녀로 도쿄도에서 태어났다. 두 명의 쌍둥이 여동생이 있는데 세쓰코와 레이코이다. 어린 시절의 대부분을 아버지의 부임처인 해외에서 보낸 귀국자녀이다. 2살 때 그녀의 부모를 따라 러시아 모스크바로 가, 현지의 유치원에 다녔다. 귀국 후에는 도쿄에 있는 사립학교인 덴엔조후후타바학원(일본어: 田園調布雙葉学院)의 초등, 중학교를 졸업하고 고등학교 과정을 다니던 중 1981년에 그녀의 아버지가 하버드 대학교의 교환교수와 재미 일본 부대사가 되어 가족 모두 미국으로 갔다. 보스턴에서 가까운 매사추세츠주 벨몬트에 있는 벨몬트고등학교를 졸업했다. 그곳에서 미국 고등학생들 중 우수한 학생들의 모임인 National Honor Society의 회장을 하였다.
1985년, 하버드 대학교를 경제학 전공으로 졸업하였고, 옥스퍼드 대학교에서 국제관계학 석사 과정에 재학 중 귀국하였다. 귀국해서는 도쿄 대학 법학사 과정에 입학하여 잠시 다녔으나 외무 공무원 고시에 합격하여 1987년 중퇴하고 외무성에서 외교관으로 근무했다. 이곳에서 부장관까지 지냈던 아버지와 함께 일하였다.
마사코는 도쿄대학에 다니던 1986년 11월 나루히토 친왕을 처음 만났다. 어떤 사람들은 실제로는 그녀의 아버지가 황실 사람들을 수행할 때인 그 전에 두 사람이 만났다고 했다. 1987년에는 두 사람이 같이 있는 것이 여러 번 목격되었다.
그러나 마사코의 이름은 나루히토 친왕의 신부 후보 명단에서 사라졌었는데 그녀의 할아버지가 미나마타병 추문을 일으킨 치소사의 회장이었기 때문이다. 그러나 무대 뒤에서 둘의 만남은 계속되었으며 나루히토 친왕은 그녀가 마침내 수락할 때까지 몇번이나 프로포즈를 하였다. 1993년 1월 19일 황실에서 두 사람의 약혼을 발표하였고 둘이 오래전에 끝난 줄 알았던 일본 대중언론들에게는 놀랄 만한 일이었다.
1990년, 영국 유학을 마치고 귀국한 후부터 알고 지내던 나루히토 친왕과 정식으로 교제하기 시작하여 1993년 6월 9일, 전통 방식으로 결혼식을 하고 친왕 비가 되었다. 결혼 후 8년간 임신을 못하다가 2001년, 어렵게 외동딸 도시노미야 아이코 내친왕(敬宮愛子)을 낳았다.

## 가족과 후손
2001년 12월 1일 아이코 내친왕(공식명칭 도시노미야, 또는 아이코 공주)가 태어났다. 그러나 남자에게만 계승권을 부여하는 일본 황실에서 아이코 출산 이후 남편을 이을 아들을 낳지 못했고, 이와 관련해 궁내청의 공공연한 압력을 받는 등 보수적인 황실 사이에서 많은 갈등을 겪은 끝에 육체적, 정신적인 병을 얻어 장기간 요양하기도 하였다.
아이코 내친왕의 출생은 결혼 후 8년이나 지났고 이미 부부의 나이가 많아 남자로만 규정되어 있는 1947년에 제정된 황실전범의 개정 논쟁을 일으켰다. 여성도 천황의 지위를 계승할 수 있도록 개정하자는 의견이었다.
2006년 1월 20일, 내각총리대신 고이즈미 준이치로는 연례연설을 통해 이러한 법안 수정안을 국회에 제출하여, 미래에도 천황의 계승이 안정되게 하겠다고 약속하였다. 그러나 고이즈미는 입법의 시기나 입법 내용의 자세한 사항을 밝히지는 않았다. 단지 2005년 각의의 결론에 따라서라고만 언급했다.
마사코 친왕비에게는 외교 활동보다는 일본 황실의 대를 이을 후사를 낳아야 한다는 압력이 큰 스트레스가 되었으며 나루히토 친왕도 주변 환경이 그녀에게 가하는 압력, 무례함과 그의 아내가 외교관으로서 살고자 하는 열망에 대해 언급한 적이 있으나, 곧 철회하였다.
2006년 9월 6일, 나루히토 친왕의 동생 아키시노노미야 후미히토 친왕와 친왕비 기코 사이에 히사히토 친왕이 태어나면서, 남성 후계자가 없어 제기되었던 여성 천황의 용인에 대한 법 개정 움직임이 잠정적으로 중단되었다.